# Axel Ebbe

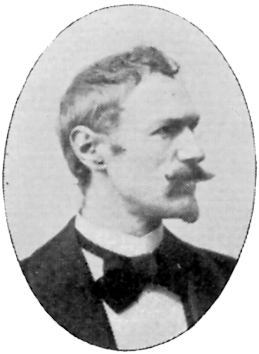
Axel Ebbe 1900.

Axel Emil Ebbe, född 27 mars 1868 i Hököpinge i Skåne, död där 28 september 1941, var en svensk skulptör och författare. 

## Biografi
Axel Ebbes föräldrar var storbönder och brukade Gränja gård i Hököpinge kyrkby, som hade funnits i släktens ägo sedan generationer tillbaka. Han studerade måleri för Fredrik Krebs och skulptur för norsk-danske skulptören Stephan Sinding. Han studerade även i Berlin, Wien, Paris och London. Några av hans mest kända verk är Solrosen i Malmö Kungspark och Famntaget i Smygehuk, för vilken Uma Thurmans mormor, Birgit Holmquist, stod  modell. Ebbe var även illustratör och diktare på bygdemål.
Axel Ebbe var gift tre gånger. I första äktenskapet var han gift med skulptören Menga Schjelderup. Med henne fick han sonen Thorleif Schjelderup-Ebbe. Hans andra äktenskap var med Elna Lund. Vilket år de gifte sig är osäkert.[källa behövs] De skilde sig år 1909. Sin tredje hustru gifte han sig med år 1917. Det var Elin Anderson, född 1894, av Axel Ebbe kallad Lillemor. Med henne fick han två döttrar.
Hans gravvård återfinns på Hököpinge kyrkogård.

## Offentliga verk i urval
- Mannen som bryter sig ut ur klippan på Universitetsplatsen i Lund
- Solrosen, 1911, i Kungsparken i Malmö
- Sjöormen på Stortorget i Trelleborg
- Den heliga lågan, 1936, Karl Johans Torg i Trollhättan
- Snapphanen, en symbol för Göinge och dess historia, i Hembygdsparken i Hässleholm
- Irrblosset i Trelleborgs stadspark
- Invalidmonumentet, 1926, i Norra kyrkogården i Trelleborg
- Flygande svanar i Norra kapellet, Norra kyrkogården, Trelleborg
- Famntaget i Smygehuk
- Arbetets ära på Möllevångstorget i Malmö
- Staty av Rutger Macklean i Svaneholms slottspark
- Leksaken, relief på Axel Ebbes konsthall i Trelleborg

## Axel Ebbes Konsthall
År 1935 öppnades en konsthall avsedd för Axel Ebbes skulpturer, ritad av Carl-Axel Stoltz. Konsthallen bekostades av Trelleborg Stads Sparbank och vid invigningen medverkade bland andra det dåvarande kronprinsparet. Konsthallen drivs idag av Trelleborgs kommun.

## Bildgalleri

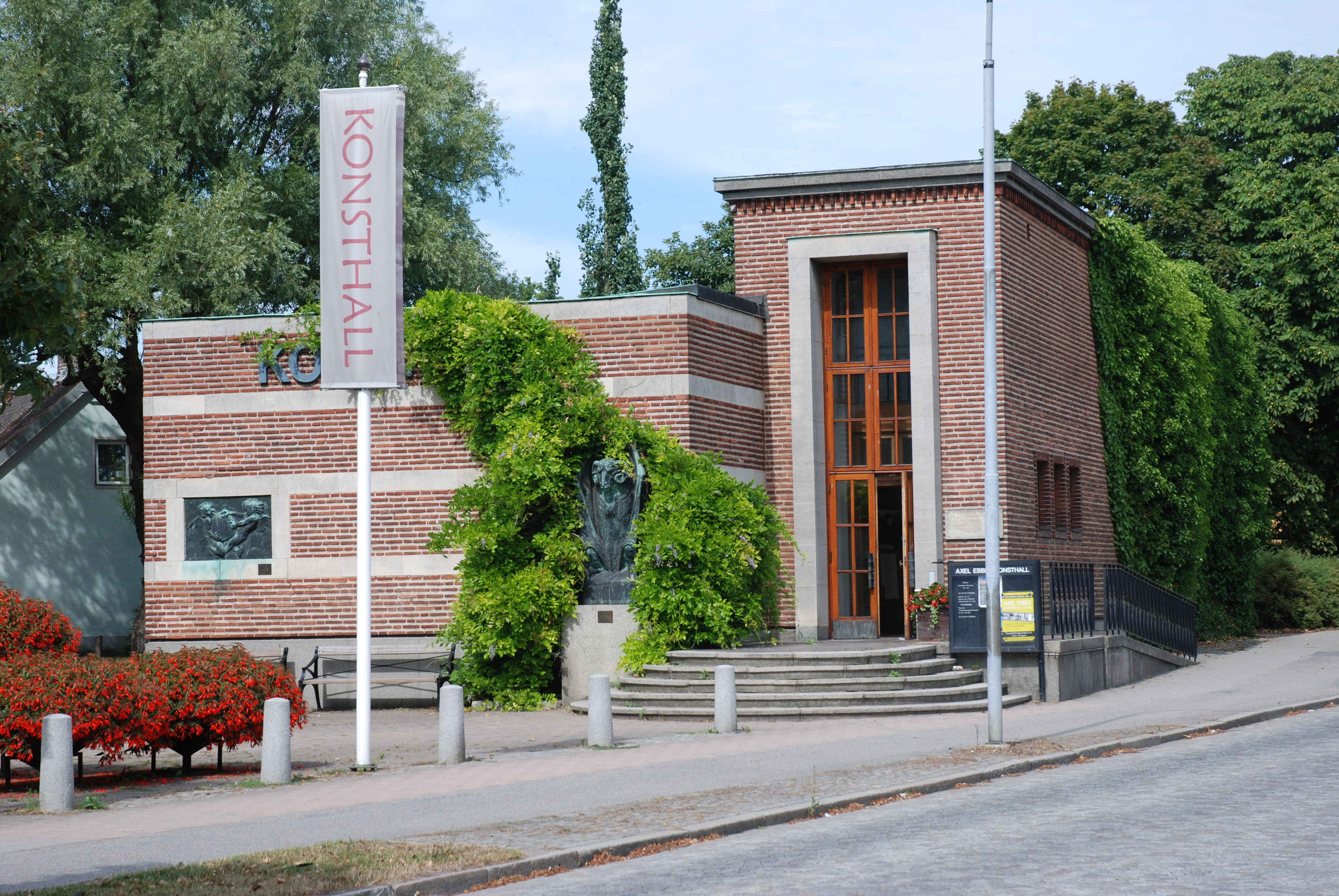
Axel Ebbes konsthall
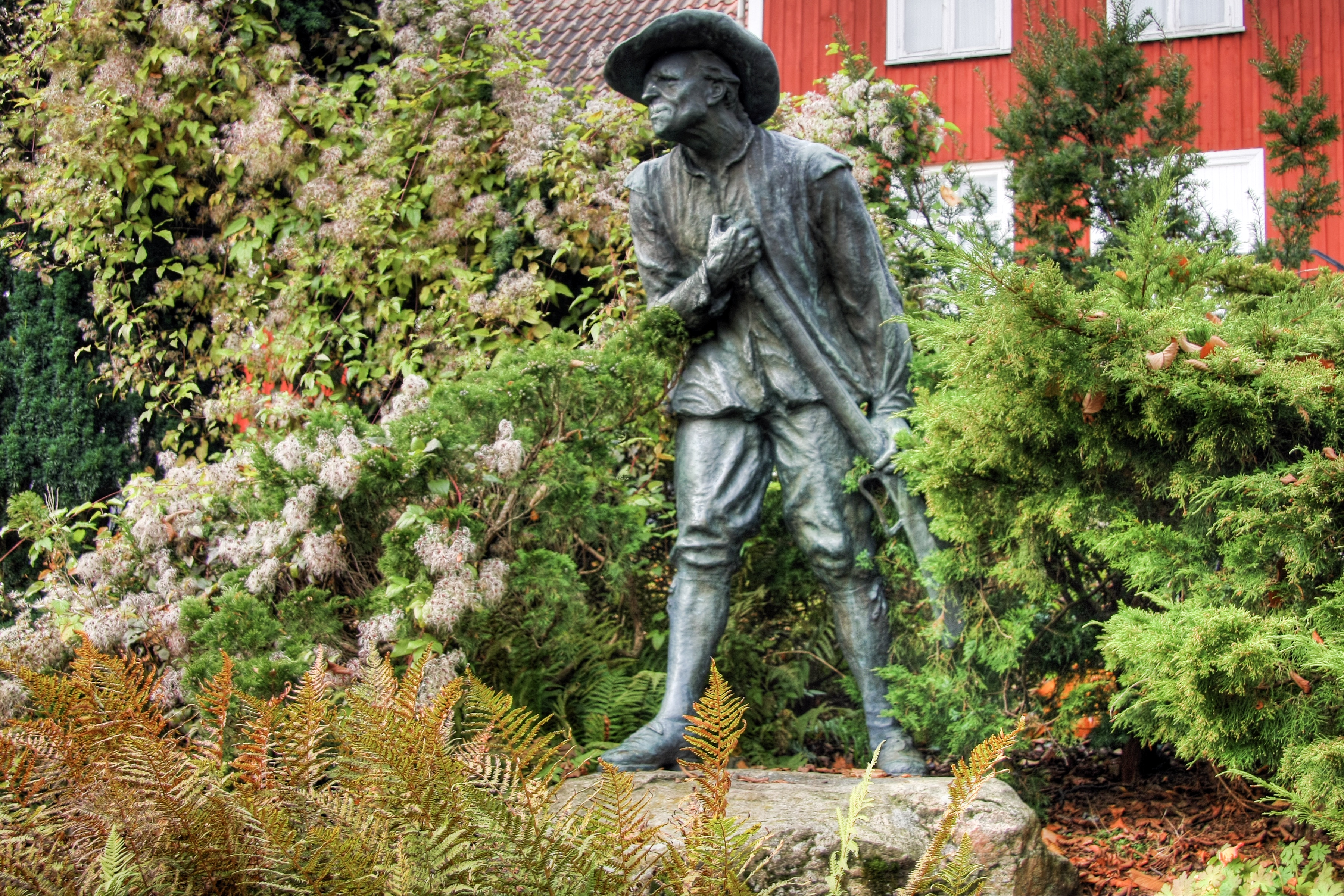
Snapphanen i Hässleholm
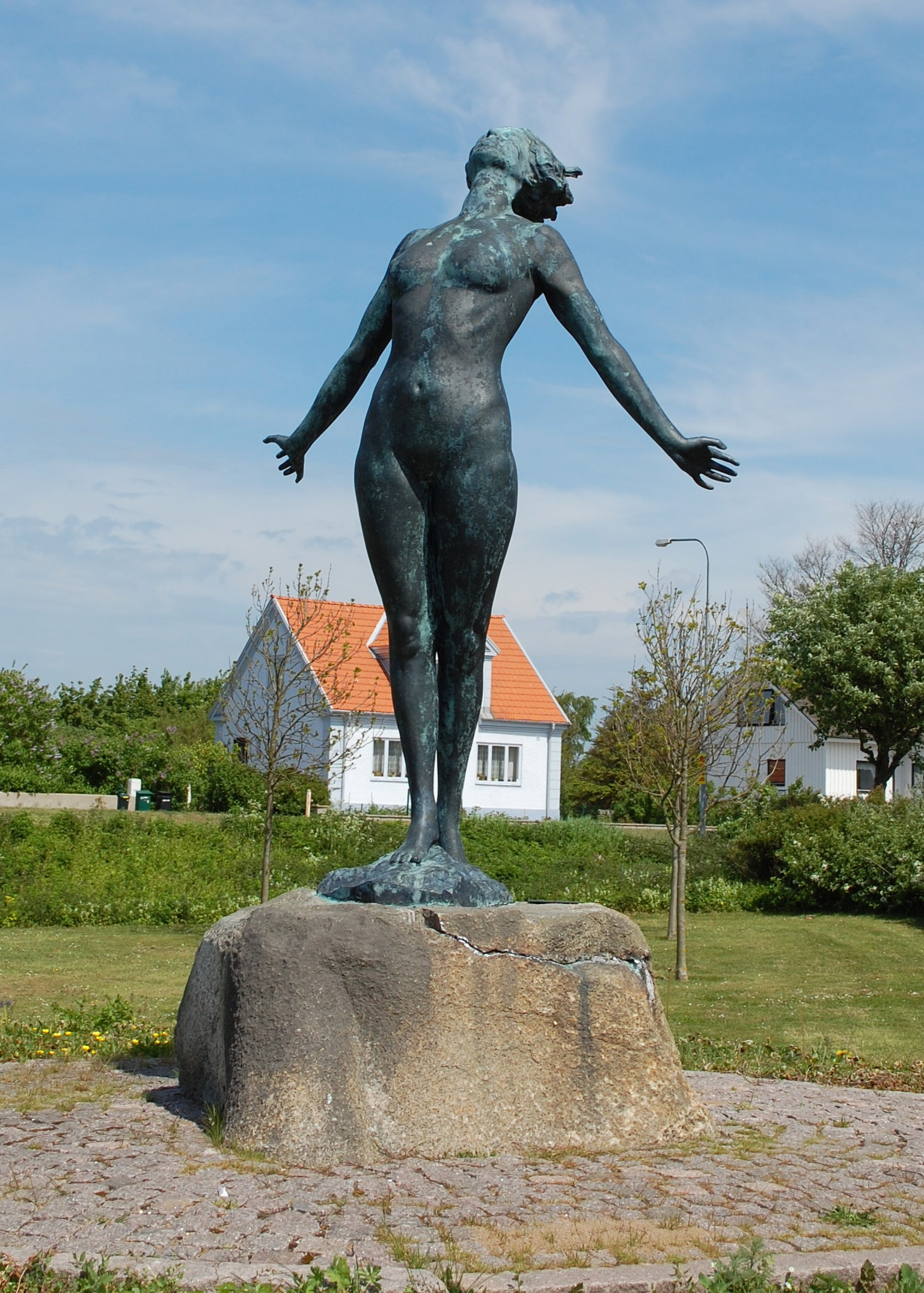
Famntaget i Smygehuk
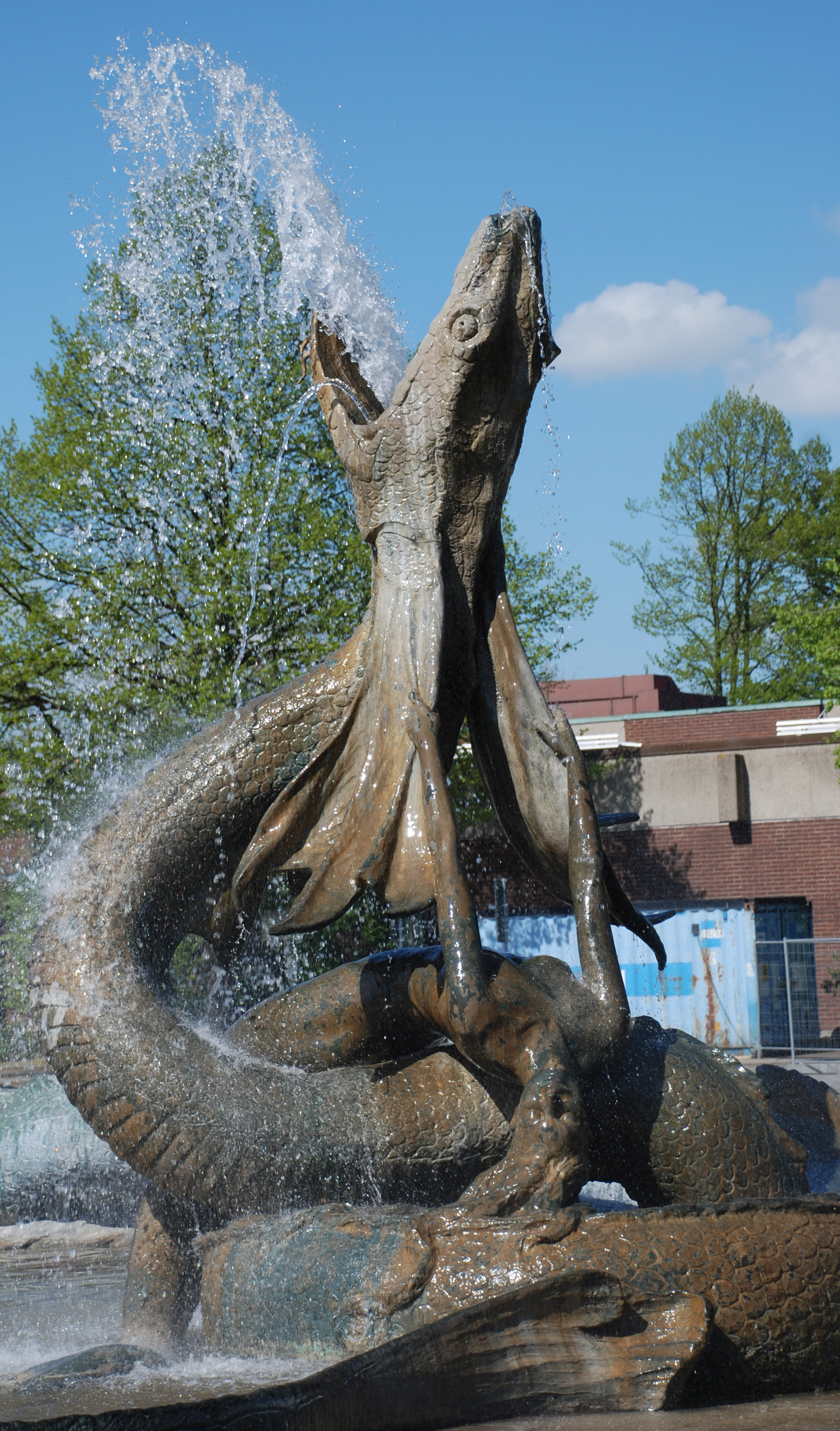
Detalj av Sjöormen i Trelleborg
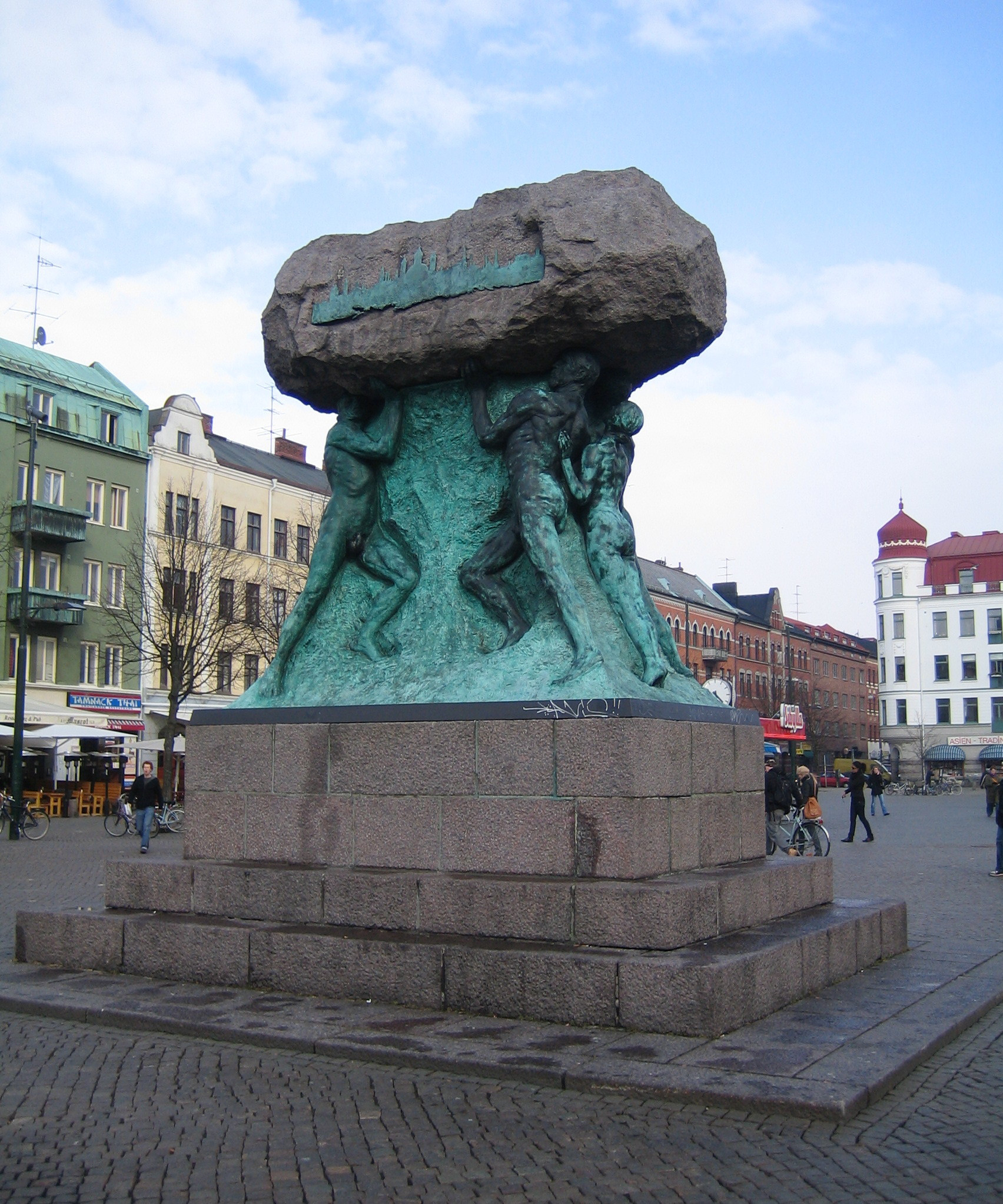
Arbetets ära på Möllevångstorget i Malmö
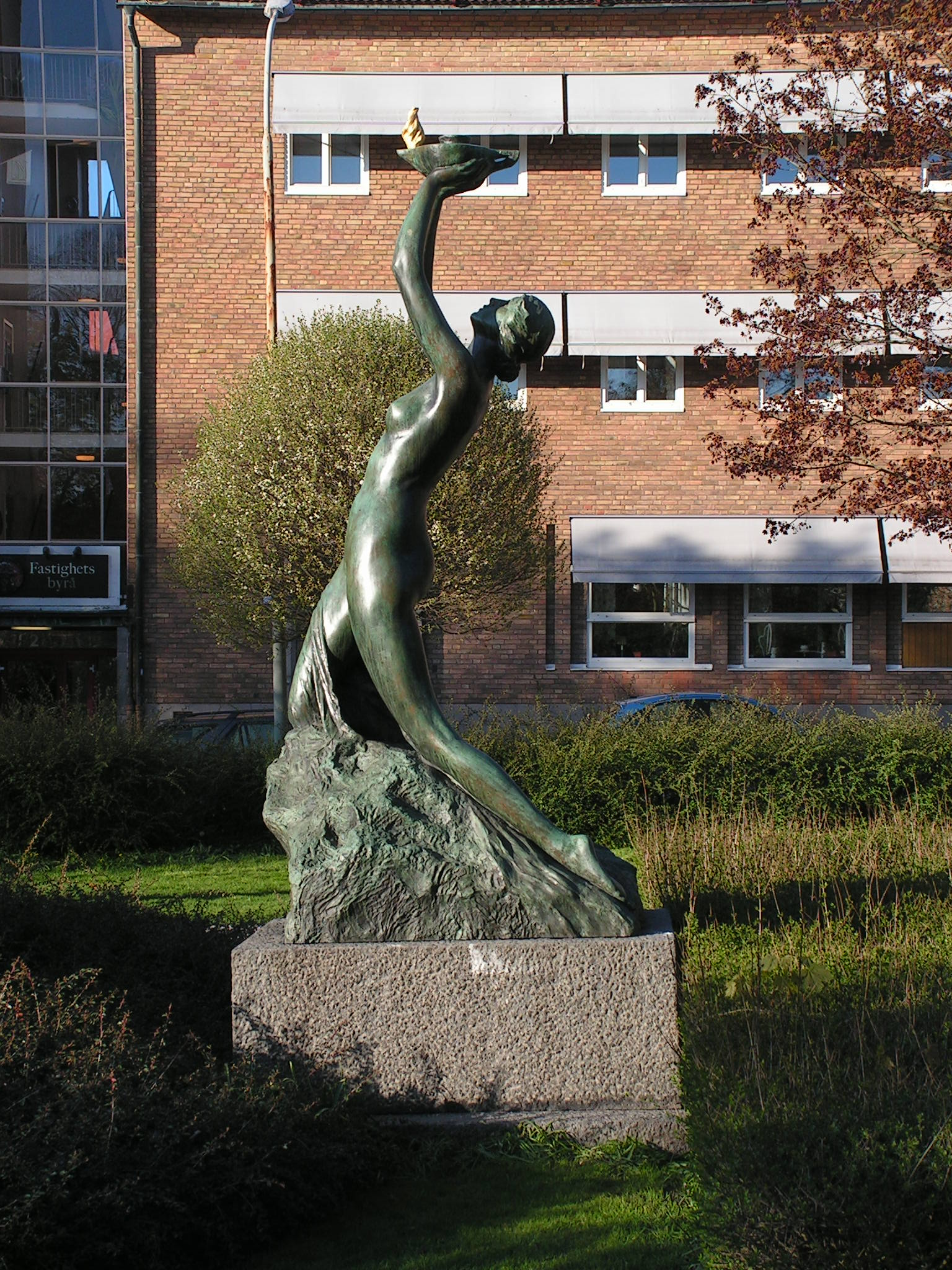
Den heliga lågan i Trollhättan
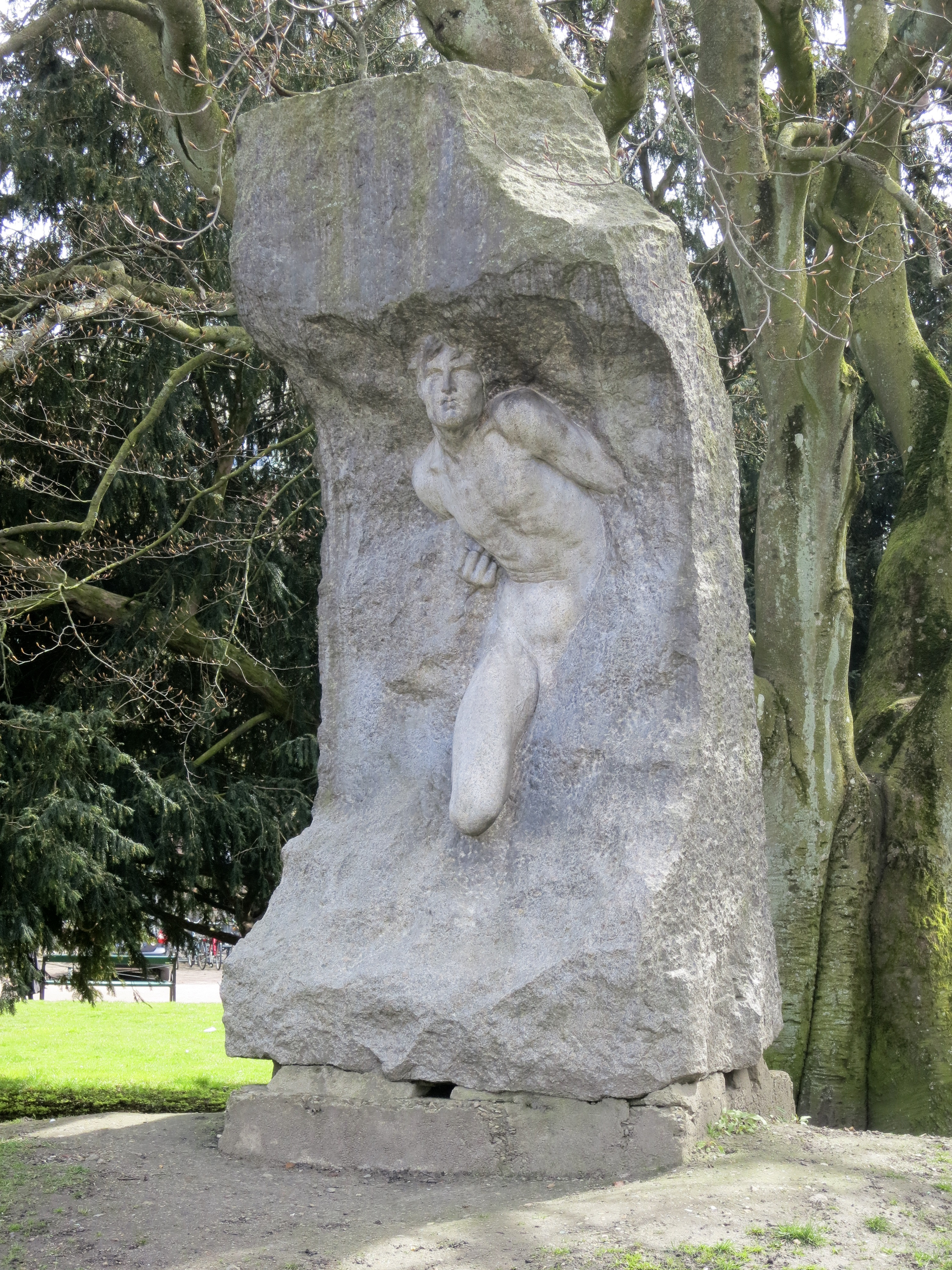
Mannen som bryter sig ut ur klippan i Lundagård i Lund
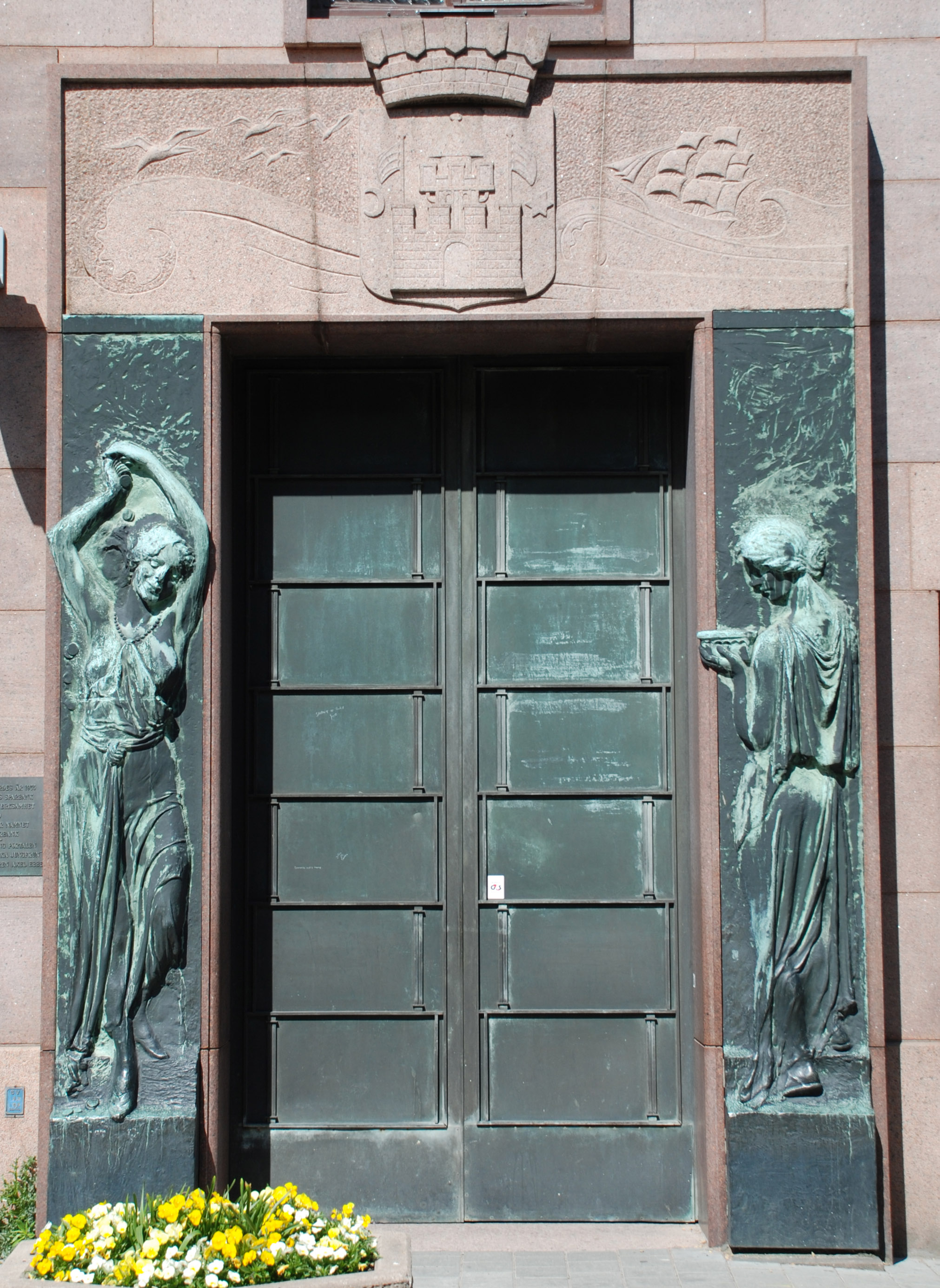
Den visa och den fåvitska jungfrun i Trelleborg
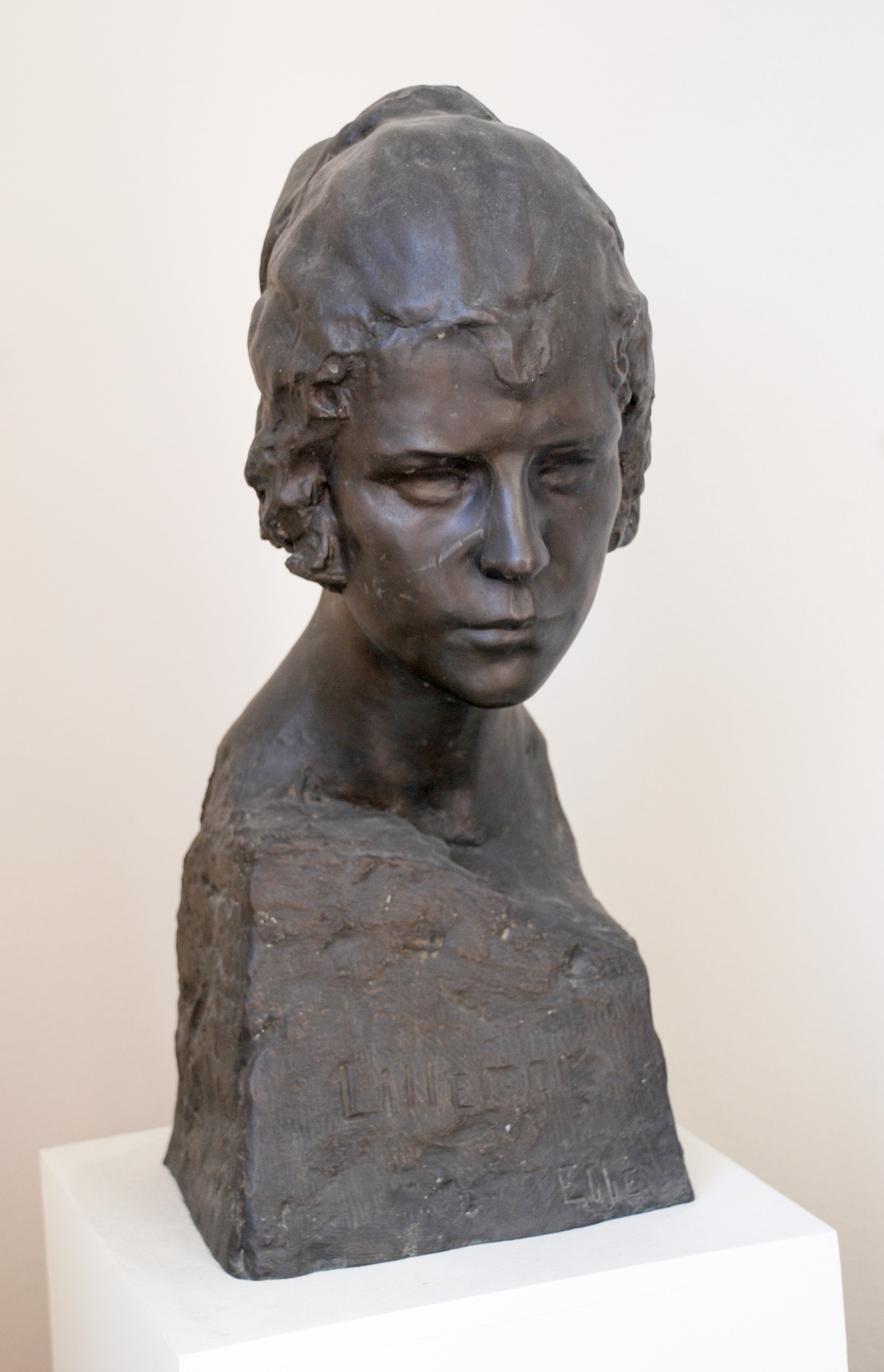
Lillemor, byst av Axel Ebbes tredje hustru Elna Anderson i Axel Ebbes konsthall i Trelleborg
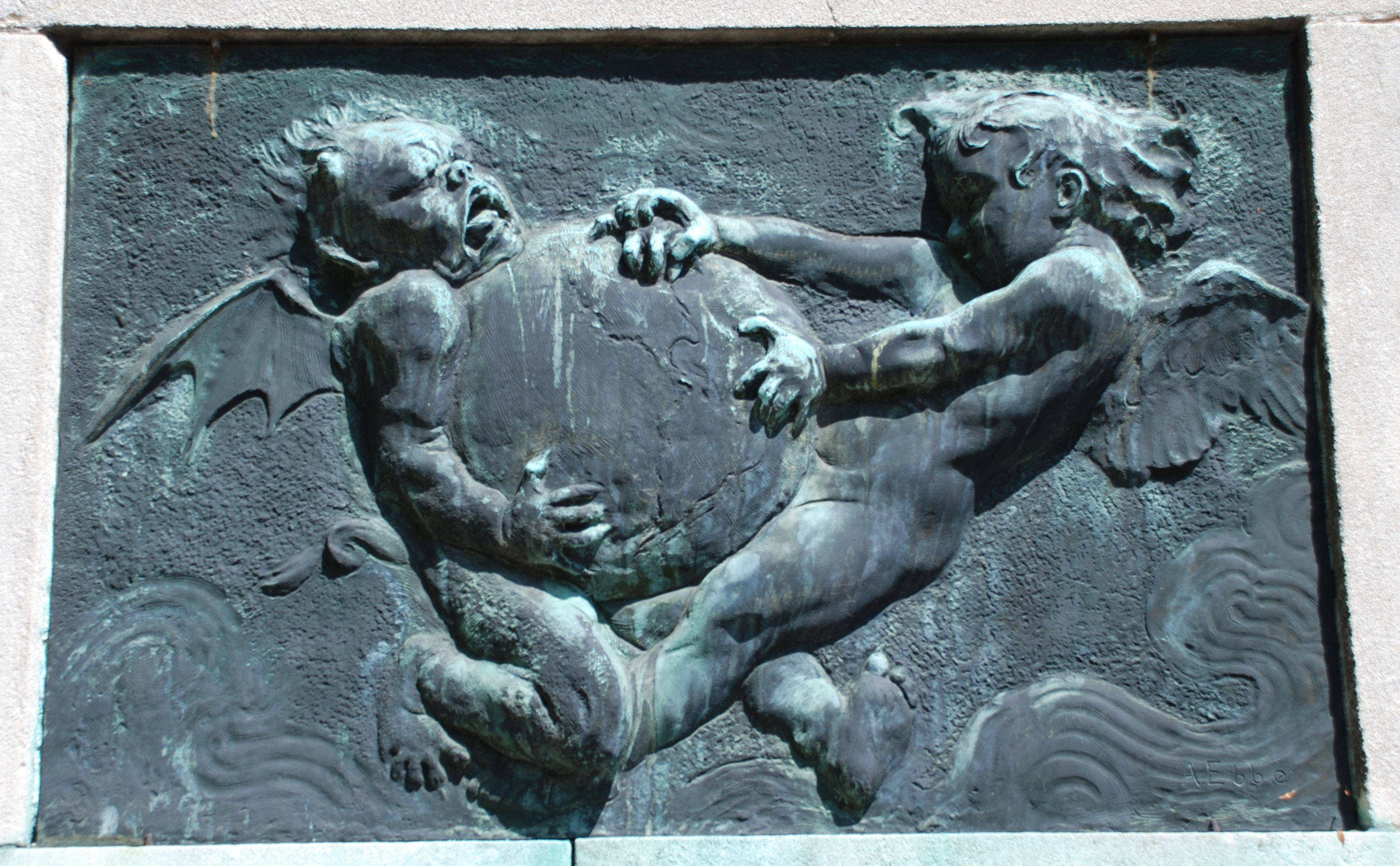
Leksaken, relief på Axel Ebbes konsthall i Trelleborg
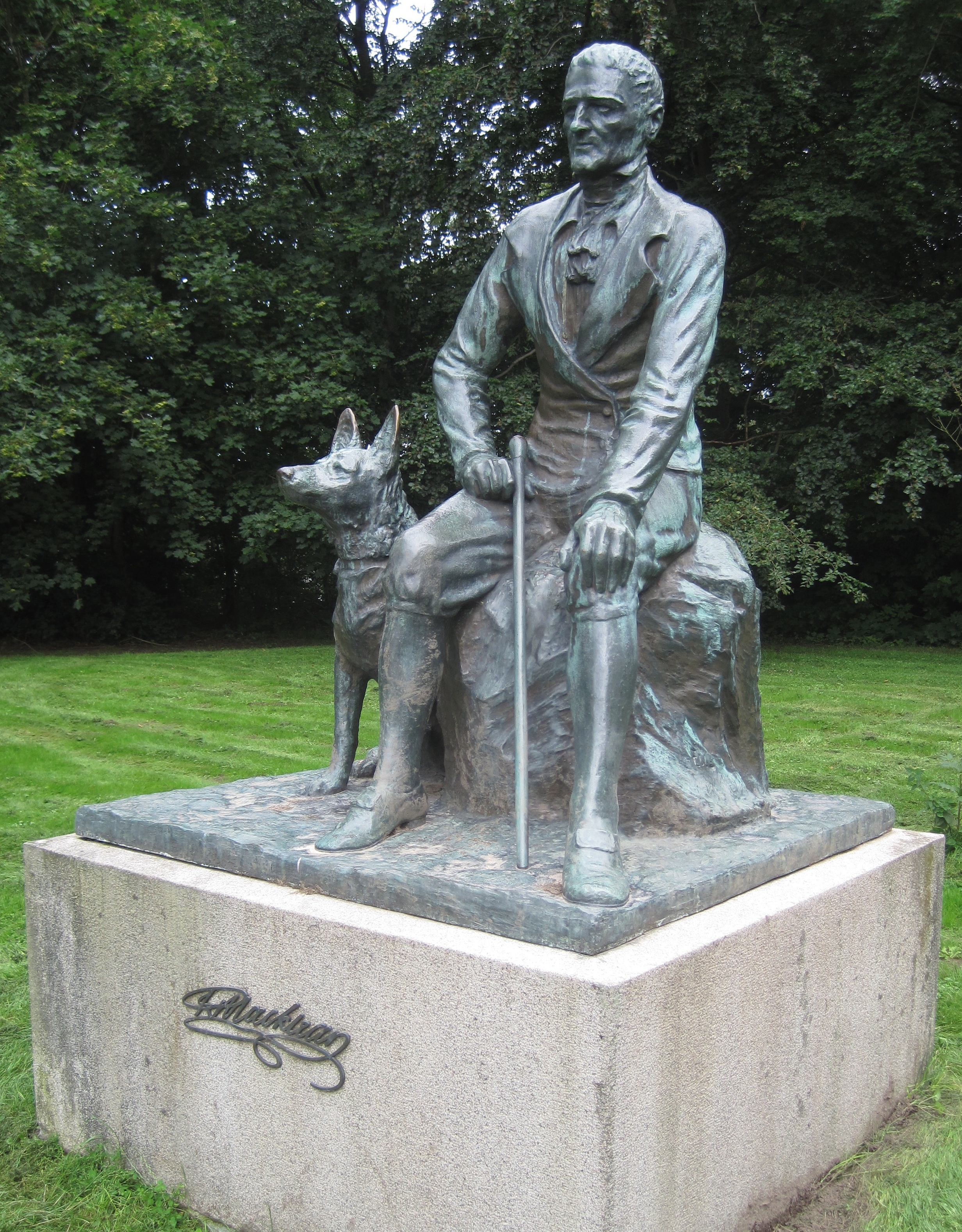
Staty av Rutger Macklean i Svaneholms slottspark.
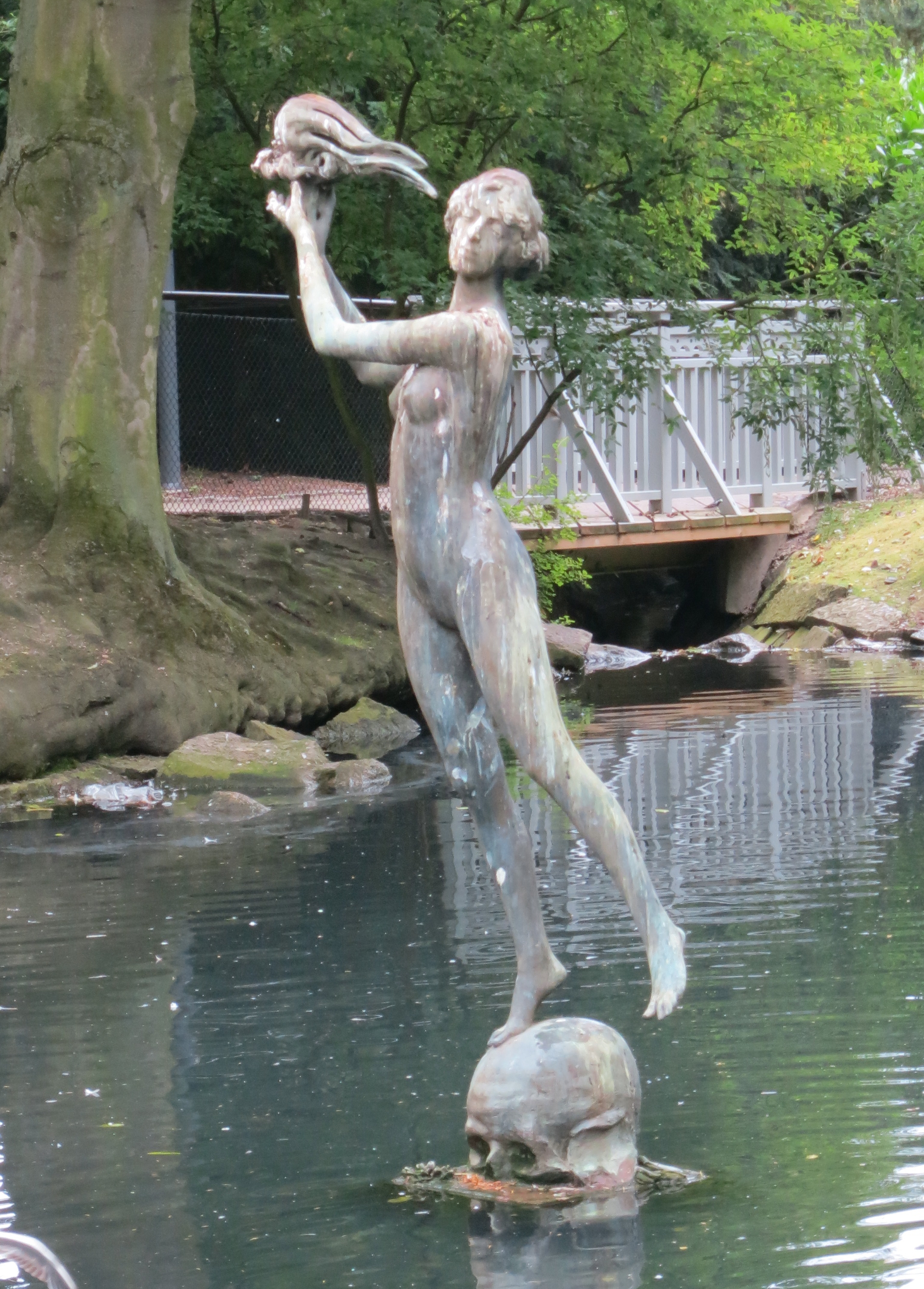
Irrblosset i Trelleborgs stadspark
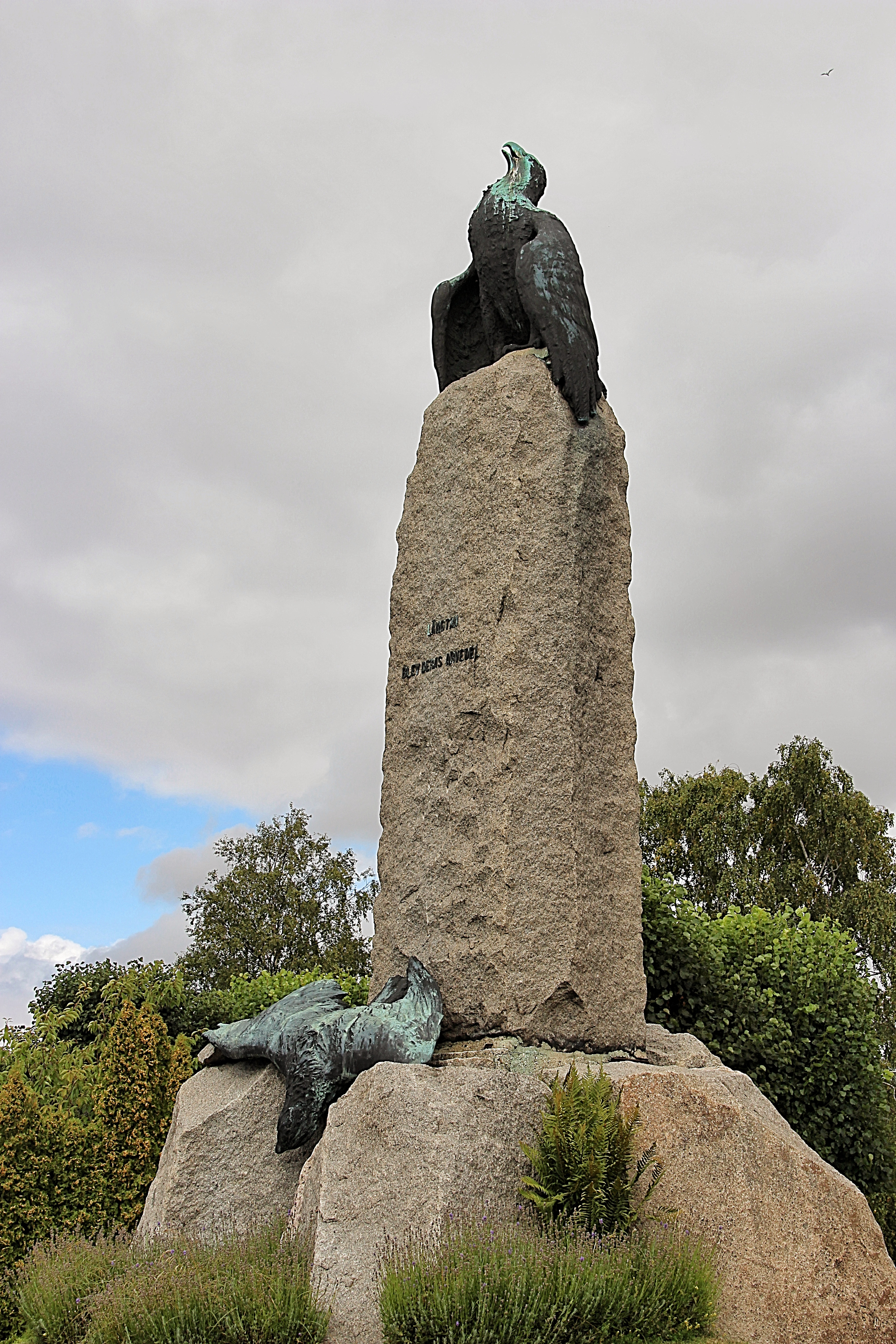
Invalidmonumentet i Norra kyrkogården i Trelleborg
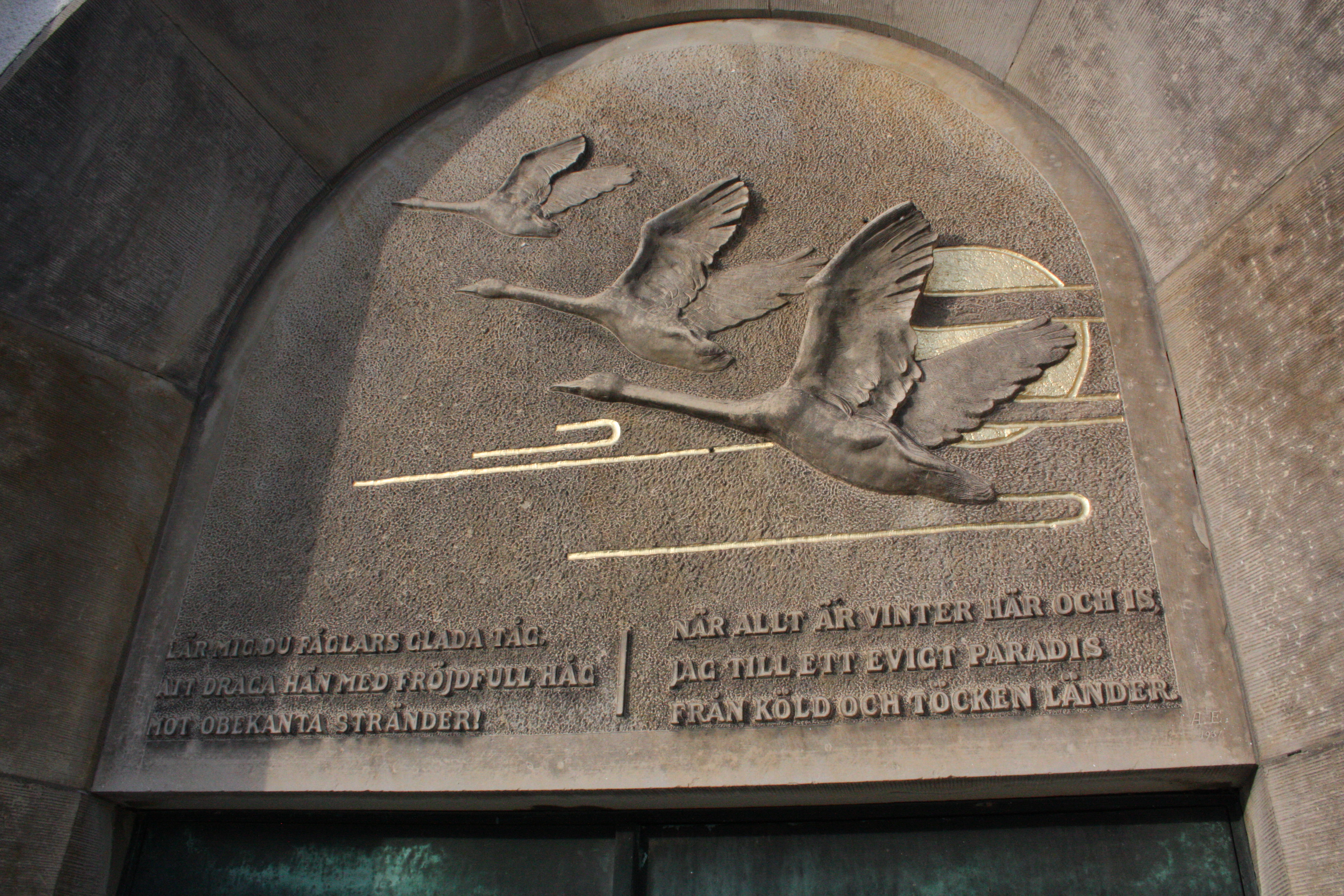
Flygande svanar i Norra kapellet, Norra kyrkogården, Trelleborg